# Маленька відьма в лісі
«Little Witch in the Woods» (від англ. Маленька відьма в лісі) — це майбутня інді-симуляторна відеогра, розроблена та видана південнокорейською студією Sunny Side Up. Вона була запущена в ранньому доступі в середині 2022 року для Windows, Xbox One і Xbox Series X/S, а повний випуск заплановано на 2023 рік. У грі розповідається про Еллі, ученицю-відьму, яка живе в лісі та носить розмовляючий одяг — відьомський капелюх на ім'я Вергілій, здатний ловити рибу та варити зілля. Вона повинна завершити своє навчання, допомагаючи жителям сусіднього села та зустрічаючи інших відьом.

## Відгуки
Гру позитивно сприйняли критики в ранньому доступі, її порівняли з «Stardew Valley» через її піксельний вигляд та геймплей. Еліс Белл із «Rock Paper Shotgun» сказала: «я не можу зрозуміти, наскільки це чудово», і що трейлер мав «бездоганний комедійний сенс». Хоуп Беллінгем з «GamesRadar+» назвала гру «схожою на піксельну версію Kiki's Delivery Service» і зауважила, що це — «комфортна гра», яку вони «однозначно рекомендують». Глен Вілсон з Gamezebo назвав систему день/ніч у грі «розумною», оскільки вона змінює поведінку ігрових істот. Лорен Мортон з «PC Gamer» назвала зовнішній вигляд гри «безперечно милим» із «декількома гарними мелодіями».